# La Rotllada
La Rotllada és una masia de l'Esquirol (Osona) inclosa a l'Inventari del Patrimoni Arquitectònic de Catalunya.

## Descripció
Masia de planta rectangular i la façana orientada a migdia. Consta de planta baixa i dos pisos. La coberta té tres cossos, la part central amb el ràfec paral·lel a la façana i als extrems a una única vessant i amb el ràfec perpendicular. Presenta tres portals rectangulars, el de mig té una finestra al damunt amb una espitllera tapiada. A la part esquerra de la façana hi ha un portal tapiat amb un baix relleu que representa les eines d'un ferrer: un mall, una enclusa, unes tenalles, una ferradura i un martell de ferrar. Es construïda en pedra i arrebossada i pintada de color blanc, deixant visibles els carreus de pedra que emmarquen les obertures i els escaires. L'estat de conservació és bo.

## Història
Hostal dit també del Trenc fins al 1968. Està situada a mig camí d'Olot a Vic i fou durant molts anys lloc de posada pels traginers que anaven i venien de la Garrotxa. No la trobem registrada en els fogatges del segle xvi, possiblement els seus orígens siguin posteriors, al portal principal hi ha una llinda datada al segle xviii (1723). Una finestra de la façana duu la data de 1690. Cal esmentar el relleu amb eines de ferrer de tall que fou l'ofici a què es dedicaren les generacions passades del mas.